# Clash of Clans
Clash of Clans – darmowa komputerowa gra strategiczna stworzona przez fińską firmę Supercell. Została udostępniona 2 sierpnia 2012 roku.

## Rozgrywka
Po rozpoczęciu gry gracz dostaje osadę. W trakcie rozgrywki może ją ulepszać budując nowe budynki i rekrutując jednostki. Każda z osad może zostać zaatakowana przez innego gracza. Istnieje możliwość przyłączania się do tytułowych klanów. Dzięki temu gracze mogą połączyć siły i razem wysyłać wojska przeciwko innym klanom. Clash of Clans zawiera także tryb dla jednej osoby, gdzie gracz musi zniszczyć osady goblinów.

## Odbiór
Średnia ocen według agregatora Metacritic wynosi 74/100. W 2014 roku gra generowała dziennie 654 tysięcy dolarów przychodu. W 2015 roku była najbardziej dochodową aplikacją na rynku mobilnym, generując zysk w wielkości 1,5 miliona dolarów dziennie. Przedstawiciele studia Supercell poinformowali, że w 2016 roku w cztery wydane produkcje studia grało dziennie ponad 100 milionów osób. Według danych na lipiec 2019 roku Clash of Clans w całej swojej historii zarobiła 6,2 mld dolarów. Od 2020 roku pozostaje w pierwszej 50 najbardziej dochodowych aplikacji w sklepie Play i App Store.